# Der Kontrabaß
Der Kontrabaß ist ein Einakter aus dem Jahre 1981 von Patrick Süskind. Er war in der Spielsaison 1984/85 mit über 500 Aufführungen das meistgespielte Stück an deutschsprachigen Bühnen. Am 22. September 1981 wurde das hintergründig-witzige Ein-Mann-Stück mit Nikolaus Paryla in der Hauptrolle im Münchner Cuvilliés-Theater uraufgeführt und vom Publikum sofort begeistert aufgenommen. Das theatertechnisch aufwandsarme Drama lief erfolgreich in den folgenden Jahrzehnten an fast allen deutschsprachigen Bühnen.

## Handlung
Das Stück besteht aus dem Monolog eines alternden Kontrabassisten („ein Mann, Mitte dreissig, nämlich ich“), Mitglied in einem Staatsorchester, der in seinem schallgedämmten Musikzimmer, hermetisch gegen die Außenwelt abgeschottet, dem Publikum einen emphatischen Vortrag über die Vorzüge seines Instruments hält. Seine anfänglichen Lobreden auf den Kontrabass werden jedoch bald immer widersprüchlicher und schlagen schließlich ins Gegenteil um: Der Kontrabassist entpuppt sich als verbitterter, einsamer, introvertierter Stubenhocker, ein nur mäßig begabter Musiker, der sein Instrument und seinen Beruf aus tiefster Seele verabscheut, ein Namenloser (nur „drittes Pult“, ein „Tutti-Schwein“), der Mozart und Wagner hasst und aus Rache im Konzert auch gerne mal ein paar ihrer Noten unterschlägt. Dirigenten hält er für überschätzt, ja überflüssig. Mit reichlich Bier versucht er nach jeder Vorstellung gegen seinen angeblichen Feuchtigkeitsverlust und Orchesterfrust anzukämpfen.  
Seine einzigen positiven Gefühle fokussiert er, nicht ohne eine gewisse Lüsternheit, geradezu manisch auf die junge Sopranistin Sarah. Da er sie aber noch nie anzusprechen gewagt hat, blüht seine enthusiastische Verehrung seit Jahren im Verborgenen. Wenn sie auf der Bühne ist, spielt er zwar – soweit ihm das auf seinem Kontrabass möglich ist – immer besonders fehlerfrei, schön und hingebungsvoll. Sie jedoch bemerkt ihn und seine Bemühungen „natürlich nicht“. 
Vielleicht könnte sich das heute Abend ändern: Während er seine Alltagskleidung ablegt und sich für die unmittelbar bevorstehende Rheingold-Festspielpremiere unter Carlo Maria Giulini umzieht, fragt er sich, was wohl geschähe, wenn er dieses Mal unmittelbar vorm Einsatz des Orchesters den Namen „Sarah!“ laut in den Saal hineinriefe. Ob er dies tun wird, bleibt offen. Er verabschiedet sich, löscht das Licht und geht zum Dienst.

## Musikbeispiele
Zur Erhellung seiner Ausführungen gibt der Kontrabassist einige Beispiele aus der Musikliteratur in Einspielungen. Diese sind:
- 2. Sinfonie (Brahms)
- Richard Wagner: Vorspiel zu Die Walküre
- Carl Ditters von Dittersdorf: Kontrabasskonzert Nr. 2 E-Dur
- Wolfgang Amadeus Mozart: È amore un ladroncello, Arie der Dorabella aus Così fan tutte 2. Akt, Sz. 10
- Franz Schubert: Klavierquintett A-Dur D. 667

## Hörspielfassung
- Aufzeichnung des WDR mit Walter Schmidinger unter der Regie von Friedhelm Ortmann 1981, Der HÖR Verlag, DHV (1995), ISBN 978-3-89584-129-3

## Kritik
Marcel Reich-Ranicki nannte dies ein „kabarettistisch(es) Stück mit Pfiff und Charme und mit leiser, gleichsam lächelnder Melancholie“. Süskinds Humor, sein „diebisches Vergnügen an der Sprache“ und, ähnlich wie bei Anton Pawlowitsch Tschechow, die Schwäche für die Benachteiligten komme hier zum Ausdruck.

## Sekundärliteratur
- Volker Krischel: Patrick Süskind: Der Kontrabaß. Königs Erläuterungen und Materialien #414. C. Bange, Hollfeld 2002. ISBN 978-3-8044-1778-6 (mit weiterer Lit.)